# 赤星進
赤星 進（あかほし すすむ、1918年11月10日 - 2012年5月18日）は、日本の精神科医。クリスチャンとして「医学と福音」をライフワークのテーマとし精神医学と神学の関係を研究した。また日本ルーテル神学大学や東京神学大学などの神学校で精神医学を講じた。

## 経歴
鹿児島県鹿児島市生まれ、出身。1938年（昭和13年）第七高等学校造士館 (旧制)理科卒業。1943年（昭和18年）東京大学医学部卒業。大槻外科入局、副手。医学博士。
1946年（昭和21年）、国立療養所清瀬病院外科医長。1953年（昭和28年）、東芝林間病院副院長兼外科医長。1961年（昭和36年）、浜松の社会福祉法人聖隷病院院長。1958年、シカゴ大学で「医学と宗教の関係」を研究。この時期にポール・トゥルニエ（Paul Tournier）との文通による出会いがはじまり、1959年トゥルニエ宅訪問、クリスチャン精神科医として生涯メンターシップを受ける関係に恵まれる。1970年にはトゥルニエ著『聖書と医学』の和訳をする。また1959年クロイツリンゲンでルードウィッヒ・ビンスワンガー宅、またバーゼルでカール・バルト (Karl Barth) 宅を訪問し研究テーマ「医学と福音」への励ましを得る。クリスチャン医学者として心の病における体・心・霊との親密な関係性を確信し、科学的な癒し・宗教的な癒し・キリストの福音による癒しの研究を包括的に推進した。
日本の結核問題がほぼ解決できた1963年（昭和38年）、外科から精神科に移り、国立武蔵療養所医員となる。1967年（昭和42年）、小川赤十字病院精神科部長。1982年（昭和57年）、東京の自宅で精神科クリニックを開業。
東京神学大学校医と非常勤講師（1946−92年）社会福祉法人親愛病院院長（1970年代に3年間ずつ2回）。日本ルーテル神学大学教授兼PGC所長（1986−92年）。
赤星クリニックの開業医として勤務。かたわらに、『福音と医学』研究所の所長やキリスト教メンタルケアセンターの会長などの研究活動と、日本ルーテル神学校や東京神学大学の教授として、キリスト教教育にも携わった。これらの功績が認められて、2009年に第40回キリスト教文化功労賞を受賞する。

## 著書
- 『療養と信仰』、二宮書店、1949[5]
- 『医療と福音』、聖文舎、1968[6]
- 『精神医療と福音』、聖文舎、1977 ISBN 4792131723
- 『パーソナリティと信仰』、日本基督教団中渋谷教会伝導委員会、1978
- 『育児と福音』、キリスト教保育連盟九州部会、1983
- 『心の病気と福音』、ヨルダン者、上巻1988、下巻1990 ISBN 4842800003
- 『老人のからだと心』、金子仁博士と共著。日本基督教団出版社、1983
- 『進学と精神医学の間・第1集』、共著。聖文舎、1979
- 『トゥルニエとの出会い』共著。聖文舎、1985[7]
- 『心病む人々と共に』共著。キリスト新聞社、1993 ISBN 4873952395
- 『若きキリスト者の熱情』キリスト新聞社、1998 ISBN 4873953103

## 訳書
- 『牧会相談と精神療法』オルセン著。聖文舎、1965[8]
- 『聖書と医学』ポール・トゥルニエ（Paul Tournier）著。聖文舎、1989 ISBN 4792130298